# Cyclodictyon laete-virens
Cyclodictyon laete-virens là một loài rêu trong họ Pilotrichaceae. Loài này được (Hook. & Taylor) Mitt. mô tả khoa học đầu tiên năm 1863.